# Nachal Sapir
Nachal Sapir (hebrejsky: נחל ספיר, arabsky: Vádí al-Chatid) je vádí v severním Izraeli, v regionu Vádí Ara.
Začíná v nadmořské výšce přes 400 metrů nad mořem, na jižním okraji města Umm al-Fachm, poblíž vesnice Mej Ami a hranice mezi Izraelem a Západním břehem Jordánu. Vádí pak směřuje k severozápadu skrz město Umm al-Fachm, přičemž se prudce zařezává do okolního terénu. Okolí toku je převážně odlesněné a okolní svahy jsou pokryté zástavbou. Na severozápadním okraji města se vádí stáčí k jihozápadu a poblíž dálnice číslo 65 ústí zleva do vádí Nachal Iron (známého jako Vádí Ara), které jeho vody odvádí do Středozemního moře.